# Nancy Wexler
Nancy Wexler (ur. 19 lipca 1945) – amerykańska badaczka; z wykształcenia psycholog kliniczny, w swojej działalności naukowej skupiła się na genetyce.
W 1967 ukończyła psychologię na Radcliffe College, zaś w 1974 uzyskała doktorat na University of Michigan.
W rodzinie Nancy Wexler występuje pląsawica Huntingtona; w 1968 roku objawy pojawiły się także u jej matki. Osobista sytuacja – świadomość, że i ona może być obciążona – sprawiła, że Nancy postanowiła poświęcić się odkryciu dokładnej przyczyny tej choroby. W 1979 udała się więc nad jezioro Maracaibo, aby tam prowadzić badania wśród populacji o ponadprzeciętnie wysokim odsetku chorych. Swoją pracą przyczyniła się do późniejszego zidentyfikowania genu Huntingtin, czego dokonano w 1993 roku.